# Un Poco de Mi (álbum)
Un poco de mi es el sexto álbum de estudio de Natalia publicado por Universal Music en mayo del 2017 en España. Es grabado en Madrid combinando temas nuevos e inéditos junto con otras canciones lanzadas por la cantante entre 2010 y 2017. Además, también incluye algunas canciones de sus anteriores discos.

## Pistas
- 1. "Un poco de mi" - 3:21
- 2. "Besa mi piel" - 2:55
- 3. "Vas a volverme loca" - 2:31
- 4. "Loco por mi" - 2:48
- 5. "Nunca digas no" - 3:04
- 6. "La noche llegó" - 3:24
- 7. "Que no puede ser" - 3:17
- 8. "Dame" - 3:50
- 9. "Sombras" - 3:04
- 10. "Empezar de cero" - 2:51
- 11. "Solo tu amor" - 3:09
- 12. "Libérate" - 3:58
- 13. "Ni un minuto más" - 3:44
- 14. "Tanto amor" - 3:48
- 15. "No fui una más" - 3:09
- 16. "Ya no te tengo" - 3:39
- 17. "Solo tu" - 3:09
- 18. "Indómita" - 3:04
- 19. "Último adiós" - 3:39
- 20. "Mira y aprende" - 3:39
- 21. "A ti" - 3:56

- Extra: DVD con todos sus videoclips.

## Sencillos

### Un poco de mí
El primer sencillo del disco llegó al número 3 de iTunes.

## Posicionamiento

### Semanales
| País   | Lista           | Primera semana | Posición de ingreso | Mejor posición | Semanas en la mejor posición | Semanas en la lista | Última semana |
| ------ | --------------- | -------------- | ------------------- | -------------- | ---------------------------- | ------------------- | ------------- |
| Europa |                 |                |                     |                |                              |                     |               |
| España | Top 100 álbumes |                | 16                  | 16             | 1                            | 6                   |               |